# Pleurocera postelli
Pleurocera postelli, tên tiếng Anh broken hornsnail, là một loài ốc nước ngọt nhỏ, là động vật thân mềm chân bụng sống dưới nước thuộc họ Pleuroceridae.
Loài này được xem như trong tình trạng dễ thương tổn.

## Phân bố
Đây là loài đặc hữu của bang Alabama của Hoa Kỳ.